# Edward Chilufya
Edward Chilufya jr. (* 17. September 1999 in Kasama) ist ein sambischer Fußballspieler.

## Karriere

### Verein
Chilufya spielte bis 2017 in seiner Heimat bei der Mpande Academy. Im Sommer 2017 wechselte er nach Europa zu Djurgårdens IF. Dort unterschrieb er im Februar 2018 seinen ersten Profivertrag. Sein erstes Spiel für Djurgårdens IF bestritt er am 12. März 2018 beim 1:0 gegen BK Häcken im schwedischen Pokal, den Djurgården schließlich gewann. In der Spielzeit 2019 gewann Chilufya mit Djurgården die schwedische Meisterschaft.
Am 30. Januar 2022 verpflichtete ihn der dänische Klub FC Midtjylland bis zum Dezember 2026. Mit Midtjylland wurde er 2022 dänischer Pokalsieger. Im Sommer 2023 wurde er für ein Jahr an den BK Häcken verliehen.

### Nationalmannschaft
Chilufya gewann mit Sambia die U-20-Fußball-Afrikameisterschaft 2017 und erzielte im Finale gegen den Senegal den Treffer zum 2:0-Endstand. Mit vier Toren wurde er gemeinsam mit dem Südafrikaner Luther Singh und seinem Landsmann Patson Daka Torschützenkönig des Turniers. Durch den Sieg war Sambia für die U-20-Fußball-Weltmeisterschaft 2017 in Südkorea qualifiziert. Bei diesem Turnier erzielte er zwei Tore. Sambia schied im Viertelfinale aus.
2019 nahm er mit der sambischen U-23-Mannschaft am U-23-Afrika-Cup teil, der gleichzeitig das Qualifikationsturnier für die Olympischen Spiele 2020 war.
Sein Debüt in der sambischen A-Nationalmannschaft gab er am 9. Oktober 2020 in einem Freundschaftsspiel gegen Kenia.

## Erfolge
- Schwedischer Meister: 2019
- Schwedischer Pokalsieger: 2018
- U-20 Afrikameister: 2017

FC Midtjylland
- Dänischer Meister: 2024
- Dänischer Pokalsieger: 2021/22